# Algemene Regeringsraad
De Algemene Regeringsraad (Frans: Conseil du gouvernement général), was de ministerraad van de Oostenrijkse Nederlanden van 1787 tot 1789.

## Geschiedenis
De Algemene Regeringsraad werd in 1787 door keizer Jozef II opgericht nadat hij de drie Collaterale Raden - de Raad van State, de Geheime Raad en de Raad van Financiën - en de Secretarie van State en Oorlog had opgeheven. De keizer streefde naar een in Brussel gecentraliseerde administratie en rechtsorde. De zelfstandige Nederlandse provinciën werden tevens vervangen door negen kreitsen en de verschillende rechtbanken door een eenvormig juridisch stelsel. De Algemene Regeringsraad werd zo de instelling bij uitstek bevoegd voor alle politieke en administratieve aangelegenheden die onder de beslissingsmacht van de landvoogden vielen. De Soevereine Raad van Justitie fungeerde als hoogste gerechtshof en ministerie van Justitie.
De eerste vergadering vond plaats op 3 april 1787, maar de hervormingspolitiek van de vorst leidde tot onrust. In september werden de januari-decreten van Jozef II ingetrokken en de Soevereine Raad van Justitie opgeheven, waardoor de Algemene Regeringsraad - met gerechtelijke bevoegdheden - effectief van start kon. De eerste voorzitter van de raad was gevolmachtigd minister Ludovico di Belgiojoso. In juli 1787 volgde gouverneur-generaal Joseph Murray de Melgum hem ad interim op en in oktober dat jaar werd Ferdinand von Trauttmansdorff gevolmachtigd minister. Voormalig secretaris van State en Oorlog Henri de Crumpipen was ondervoorzitter. De raad vergaderde tweemaal per week en telde acht - na de opheffing van de Soevereine Raad van Justitie tien - leden.
De Brabantse Omwenteling (1789-1790) betekende de einde van de gecentraliseerde regeringsraad. Keizer Leopold II maakte een einde aan de hervormingen en keerde terug naar de situatie onder keizerin Maria Theresia. Eind 1789 vluchtten de landvoogden en overheidsinstellingen en staakte de Algemene Regeringsraad haar werkzaamheden.